# Niżnia Łuczywniańska Szczerbina
Niżnia Łuczywniańska Szczerbina (słow. Nižná Lučivnianska lávka) – najbardziej wysunięta na północ przełączka w północnej grani Zadniego Gerlacha w słowackich Tatrach Wysokich. Leży ona w ich głównej grani. Oddziela Niżnią Wysoką Gerlachowską od Wielickiej Turniczki. Podobnie jak na inne pobliskie obiekty, nie prowadzą na nią żadne znakowane szlaki turystyczne.
Nazewnictwo Niżniej i Wyżniej Łuczywniańskiej Szczerbiny zostało nadane przez taterników. Nazwa ta pochodzi od spiskiej wsi Łuczywna, jednak wieś ta nigdy nie miała żadnego związku z tymi terenami.
Dawniej przełączkę zwano po prostu Łuczywniańską Szczerbiną, a Wyżnią Łuczywniańską Szczerbinę traktowano jako jedno z dwóch siodeł Gerlachowskiej Przełączki, z której wyodrębniono ją obok Niżniej Gerlachowskiej Przełączki.

## Historia
Pierwsze wejścia turystyczne:
- Karol Englisch, Antonina Englischowa i Johann Hunsdorfer senior, 24 lipca 1903 r. – letnie,
- Maximilian Bröske i Johann Hunsdorfer senior, kwiecień 1904 r. – zimowe.